# Cóż za piękny dzień
Cóż za piękny dzień (ang. A Beautiful Day in the Neighborhood) – amerykański dramat z 2019 roku w reżyserii Marielle Heller. W głównej roli wystąpił Tom Hanks. Inspiracją do stworzenia filmu był artykuł Can You Say... Hero opublikowany w 1998 roku w magazynie „Esquire”.

## Zarys fabuły
Film opowiada o przyjaźni Freda Rogersa, prowadzącego popularny program telewizyjny dla dzieci, i dziennikarza Lloyda Vogela, który, otrzymawszy zadanie przeprowadzenia rozmowy z Rogersem, poprzez częste z nim spotkania, uczy się entuzjazmu i radości życia.

## Obsada

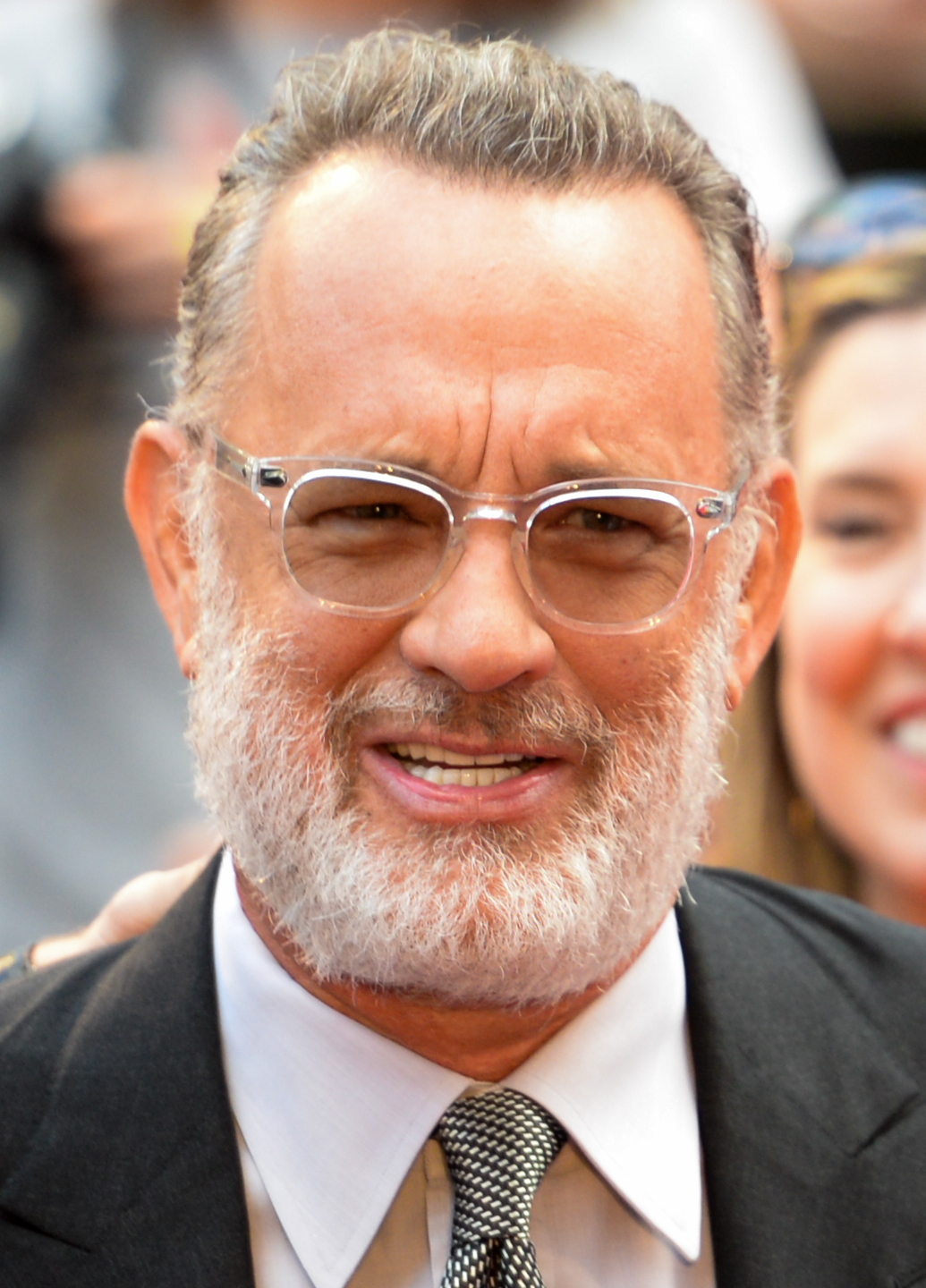
Tom Hanks (2019)

| Aktor                | Rola          |
| -------------------- | ------------- |
| Tom Hanks            | Fred Rogers   |
| Matthew Rhys         | Lloyd Vogel   |
| Chris Cooper         | Jerry Vogel   |
| Susan Kelechi Watson | Andrea Vogel  |
| Maryann Plunkett     | Joanne Rogers |
| Enrico Colantoni     | Bill Isler    |
| Wendy Makkena        | Dorothy       |
| Tammy Blanchard      | Lorraine      |
| Noah Harpster        | Todd          |

## Odbiór

### Krytyka w mediach
Film spotkał się z bardzo dobrą reakcją krytyków. W serwisie Rotten Tomatoes 95% z 326 recenzji jest pozytywnych, a średnia ocen wyniosła 8,06/10. Na portalu Metacritic średnia ocen z 50 recenzji wyniosła 80 punktów na 100.

### Nagrody i nominacje
Nominację do najważniejszych nagród otrzymał Tom Hanks za najlepszą rolę drugoplanową (nominacja do Oscara, Złotego Globu, nagrody BAFTA). Film otrzymał też nominacje za najlepszy scenariusz adaptowany (Critics Choice, WGA, SFBAFCC).